# Culan (bergstopp)
Culan är en bergstopp i Schweiz. Den ligger i distriktet Aigle och kantonen Vaud, i den sydvästra delen av landet, 70 km söder om huvudstaden Bern. Toppen på Culan är 2 789 meter över havet. Culan ingår i bergsmassivet Les Diablerets.